# Động vật cảnh

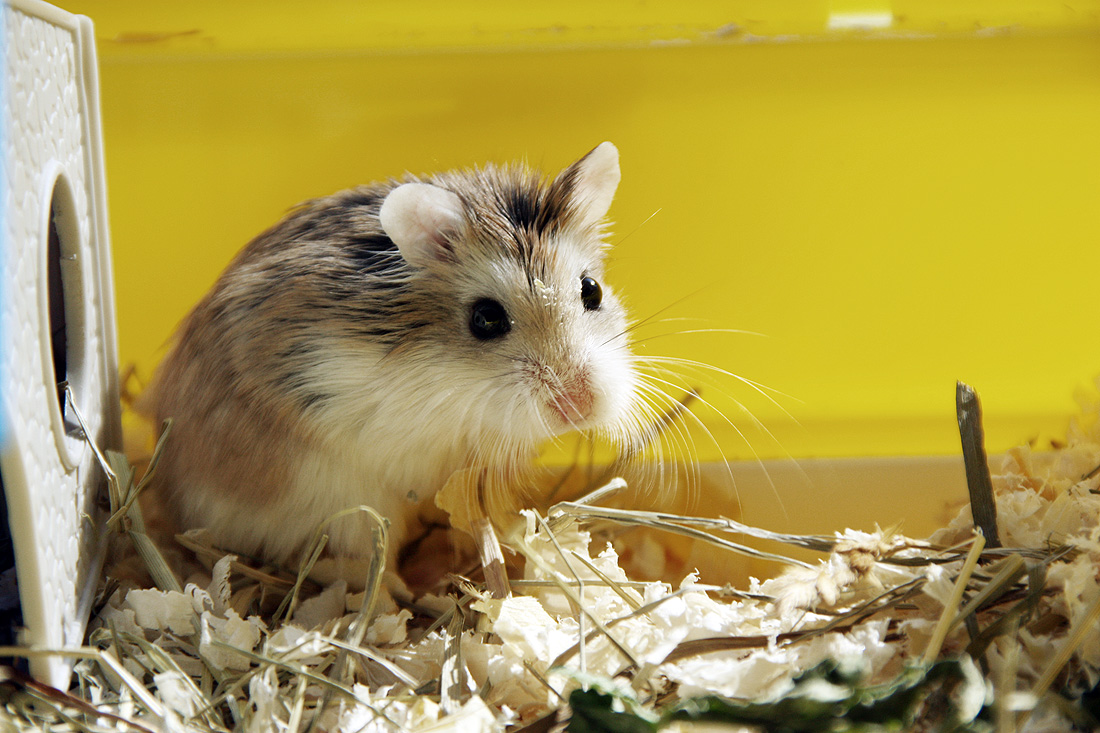
Một con chuột cảnh

Động vật cảnh là một con vật được nuôi giữ để trưng bày phục vụ cho sự tò mò của công chúng, thường chúng hay nuôi trong một công viên. Một loạt các động vật có vú, các loài chim và cá đã được lưu giữ như là vật trang trí. Những động vật trang trí thường hình thành từ cơ sở của các quần thể được du nhập (loài du nhập), đôi khi có tác động sinh thái tiêu cực (chẳng hạn như trở thành loài xâm hại), nhưng một lịch sử được lưu giữ như là vật trang trí cũng đã được bảo quản giống, chủng loại và thậm chí những loài mà đã trở nên hiếm hoặc đã tuyệt chủng ở nơi khác. Động vật cảnh đã được lưu giữ qua nhiều thế kỷ trong nhiều nền văn hóa. Một số động vật cảnh đã trốn khỏi nơi nuôi nhốt và đã hình thành các quần thể hoang dã.